# 哨戒艇21号
哨戒艇21号（ローマ字：PB No.21, PB-921）は、海上自衛隊の哨戒艇。19号型哨戒艇の3番艇。

## 艦歴
「哨戒艇21号」は、昭和45年度計画18t型哨戒艇923号艇として、IHIクラフト横浜工場で1970年12月2日に起工され、1971年3月5日に進水、1971年3月31日に就役し、呉地方隊阪神基地隊第2港湾哨戒隊に編入された。
1992年10月20日、除籍。